# Daudnagar
Daudnagar ist eine Stadt im indischen Bundesstaat Bihar.
Die Stadt ist Teil des Distrikts Aurangabad. Daudnagar hat den Status eines Nagar Panchayat. Die Stadt ist in 23 Wards gegliedert. Sie hatte am Stichtag der Volkszählung 2011 insgesamt 52.364 Einwohner, von denen 27.493 Männer und 24.871 Frauen waren. Hindus bilden mit einem Anteil von über 80 % die größte Gruppe der Bevölkerung in der Stadt gefolgt von Muslimen mit über 18 %. Die Alphabetisierungsrate lag 2011 bei 67,51 % und damit unter dem nationalen Durchschnitt.